# 5388 Mottola
5388 Mottola eller 1981 ED1 är en asteroid i huvudbältet som upptäcktes den 5 mars 1981 av den belgiske astronomen Henri Debehogne och den italienske astronomen Giovanni de Sanctis vid La Silla-observatoriet. Den är uppkallad efter den italienska astronomen Stefano Mottola.
Den tillhör asteroidgruppen Eunomia.